# 大韓民國第1空降特戰旅
第一空降特战旅（韩语：／）是韩国陆军特战司令部建立的第一支空降部队，下辖第1、2、3、5特战營。

## 历史
该部队的前身可追溯至朝鲜战争期间的KLO部队（韩国联络处）。停战后，这些侦察和游击部队的成员被编入韩国陆军，并在1958年4月1日成立了第1战斗团，代号“7725部队”，首任團長为白文吾上校。4月15日，第1战斗团奉派至日本冲绳的美国陆军第1特种部队群接受空降训练和特战教育。同年10月，部队更名为第1空降特战团。
早期服役于第一空降特战团的军官有车智澈、全斗焕、崔世昌、张基梧等人。
1961年5月16日，第1空降特战团在团长朴致玉上校的带领下，参与了由第2军副司令朴正熙少将发动的516军事政变。
在1960年代，第1空降特战团入編首都师和第9师作为师属空降兵参与了越南战争。
1969年8月18日，第1空降特战团与东海警备司令部的第1、2游击旅一同归入新成立的特战司令部。
1972年9月，该部队升级为旅级单位并更名为第1空降特战旅。
1979年12月12日，在一心会成员朴熙道准将指挥下参加双十二政变，武力占领陆军本部和国防部。
2024年12月3日，韩国总统尹錫悅宣布戒严，第1空降特戰旅作为戒严部队一部分封锁韩国国会。